# NGC 5221
NGC 5221 este o interacțiune de galaxii situată în constelația Fecioara. A fost descoperită în 12 aprilie 1784 de către William Herschel. Se află la o distanță de 102,4 megaparseci de Pământ.